# Jól látható ruházat

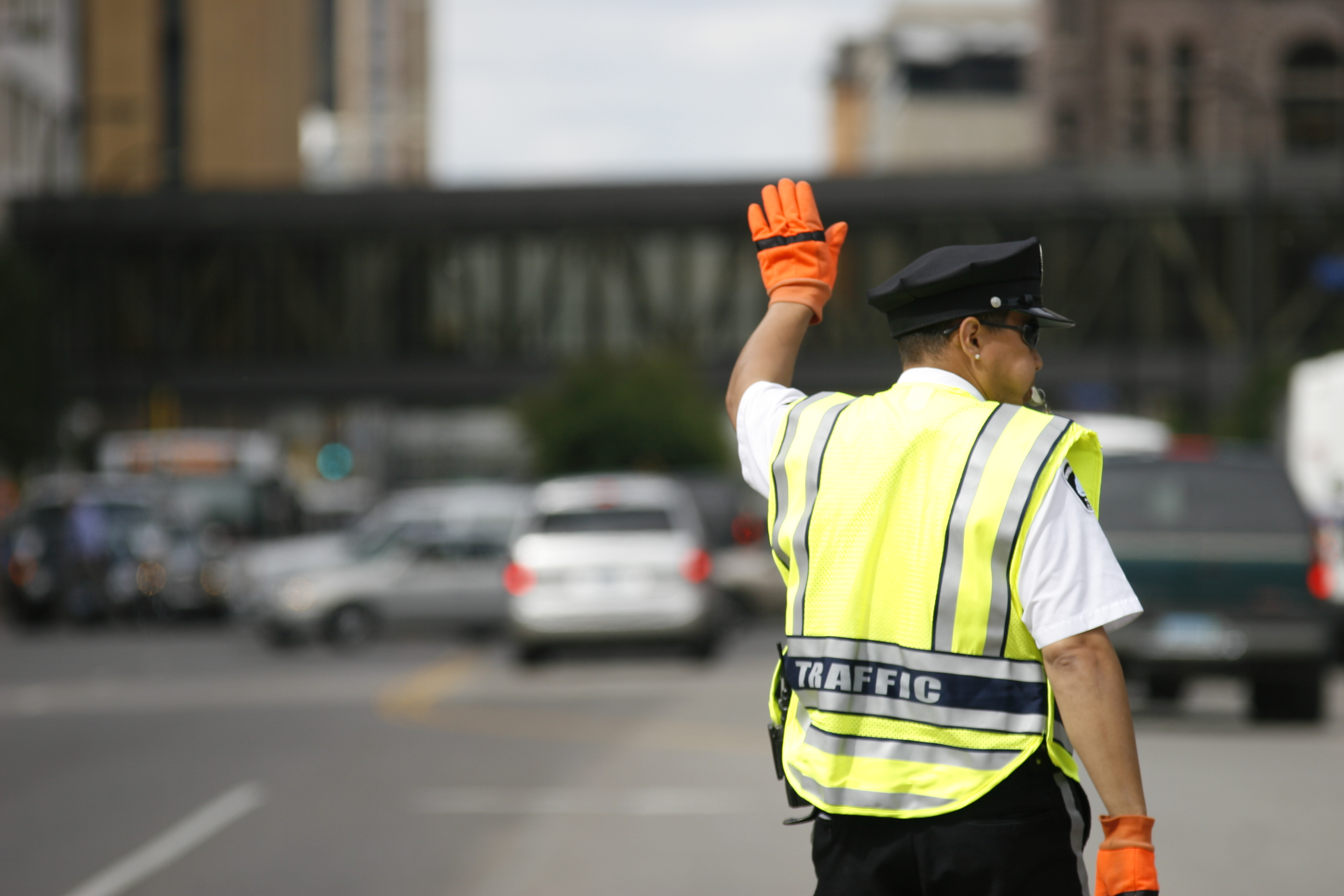
Közlekedési rendőr jó láthatóságú mellényben és kesztyűvel

A jól látható ruházat  – más, szintén gyakran használatos elnevezéssel: jó láthatósági ruházat, jó láthatóságú ruházat  – célja, hogy viselőjét feltűnővé tegye, akár nappal, akár éjszaka, még rossz megvilágítási körülmények között is. Erre azért van szükség, hogy elkerülhetők legyenek azok a közlekedési vagy munkahelyi balesetek, amelyeket az okoz, hogy az illető ottlétét nem látták meg, vagy nem vették észre időben. Ezért ezeket az öltözékeket a védőruhák (egyéni védőeszközök) körébe sorolják. A kifejezetten védőruha jellegű jól látható ruházat mellett fontosak azok a „civil” változatok is, amelyek ugyan nem teljesítik a védőruhákkal szemben támasztott szigorú követelményeket, de mégis eleget tesznek a jó láthatóság követelményeinek. A felsőruhán kívül hordott jó láthatóságú mellényeket általában poliészterszövetből vagy poliészter anyagú kötött kelméből gyártják, mert ezek könnyen és jól moshatók. A felsőruhaként hordott darabok (kabátok, nadrágok, kezeslábasok stb.) többnyire pamut/poliészter keverékből készülnek. Amennyiben ezek speciális alkalmazású védőruhák is egyben, az ott előadódó veszélyek elleni védelemmel is rendelkezniük kell (pl. a tűzoltók számára készült jó láthatóságú ruhákat lángálló kikészítéssel kell ellátni).
A jó látható ruhadarabok azáltal válnak jól láthatóvá, hogy rajtuk a háttértől nagymértékben eltérő (leggyakrabban élénk sárga vagy narancssárga) színűek és rajtuk fényvisszaverő vagy fluoreszkáló csíkokat vagy más alakú foltokat helyeznek el.

## Történet
A jól látható ruházat eredete az 1930-as évekre nyúlik vissza, amikor a kaliforniai Bob és Joe Switzer feltalálta a világ legelső fluoreszkáló festékét, amelynek az volt a tulajdonsága, hogy „világít” nappali fényben. A találmányt DayGlo néven először női ruhák díszítésére, később nyomtatott reklámokon alkalmazták. Az Amerikai Egyesült Államok kormánya felfigyelt erre az anyagra és elkezdte használni ezt a technológiát a katonák láthatóságának növelésére a baráti tűz okozta veszteségek csökkentésére a második világháborúban, amikor éjszakai bevetések alkalmával ilyenek gyakoriak voltak. Ugyancsak viseltek a földön harcoló katonák ilyen jelzett ruhákat, amikor felettük légicsaták is zajlottak, hogy a pilóták fentről megkülönböztethessék saját katonáikat az ellenségtől. A pilóták ruháin pedig azért volt ilyen jelzés, hogy amikor leszálltak gépükkel, a földi egységek megismerhessék őket. A tengeren úszó bójákat is fluoreszkáló festékkel vontak be, jelezve azokat a területeket, amelyeket a hajóknak el kellett kerülniük.
Skóciában 1964-ben vezették be a vasutaknál a pályajavító munkásoknál a fluoreszkáló narancssárga védőmellény viselését, amely feltűnővé tette őket a közeledő vonat vezetője számára tiszta időben mintegy 800 m távolságból.

## A jó láthatóság megvalósítása

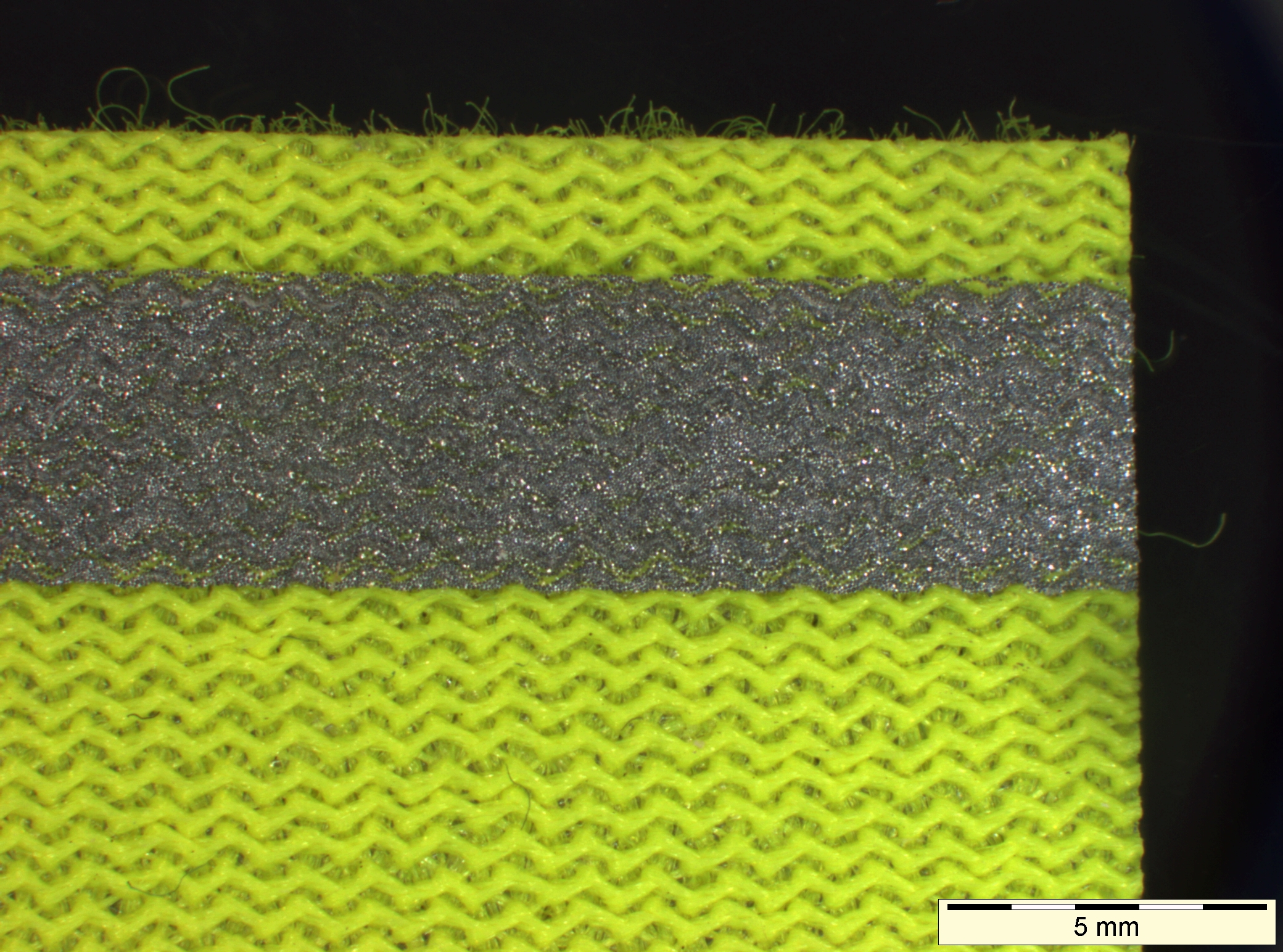
Fényvisszaverő sáv egy fluoreszkáló háttéranyagon. Jól kivehetők a fényvisszaverő apró részecskék.

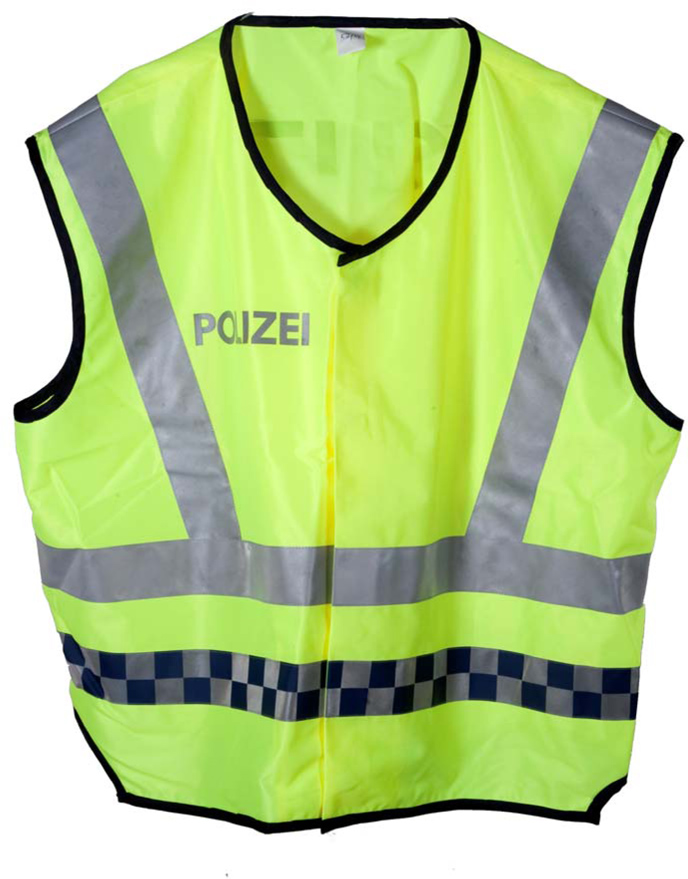
Rendőrségi jó láthatósági mellény

- A ruhadarab alapszíne – Nagyon fontos, hogy a ruhadarab alapszíne eltérjen a környezet színétől. Leggyakrabban élénk citromsárga vagy narancssárga színt alkalmaznak,[* 3] de előfordul sárgászöld is.
- Fényvisszaverő képesség – Ezt a tulajdonságot azzal érik el, hogy a ruhadarab anyagának felületét a kívánt helyen (pl. sávosan) apró, hátul tükröző felülettel ellátott üveggyöngyökkel vagy optikai prizmákkal borítják, amelyek a rájuk eső fényt annak a pontnak a közelébe verik vissza, ahonnan a megvilágításuk érkezik. Így érik el, hogy például a gépkocsi reflektorából érkező fénnyel megvilágított fényvisszaverő textíliáról a fény a gépkocsivezető szemébe érkezik vissza, aki úgy látja, mintha a textília világítana.[5]
- Fluoreszkáló képesség – Az alapkelmét fluoreszkáló színezékkel színezik.[* 4] Nappali fényben a Napból érkező fénysugárzás láthatatlan ibolyántúli (UV) sugarakat is tartalmaz, amelyeket a fluoreszkáló anyag látható fénysugarakká alakít, tehát az emberi szem számára az anyag az alapszínnél fényesebbnek mutatkozik, „világít”.[5]

## Formai kialakítások
A ruha alapanyagát fluoreszkáló színezékkel színezett kelméből készítik (ez az ún. háttéranyag) és erre különböző helyeken és elrendezésekben fényvisszaverő csíkokat helyeznek el.
Különböző ruhadarabokat készítenek: a felsőruhára húzható mellényeket, továbbá dzsekiket, kabátokat, nadrágokat, melles nadrágokat, kezeslábasokat – aszerint, hogy a majdani viselőjüknek az adott munkához milyen védőruhára van szükségük.
A jól látható ruházatnak olyan kialakításúnak kell lennie, hogy mind a ruha elején, mind a hátán a figyelemfelkeltő (fluoreszkáló) háttéranyag területe nem lehet kevesebb, mint az alkatrész teljes területének 40%-a. A fényvisszaverő csíkoknak legalább 50 mm szélesnek kell lenniük, a ruha aljától és egymástól is 50 mm-nél távolabb kell elhelyezkedniük és dőlésszögük legfeljebb ±20° lehet. Ezek biztosítják, hogy a ruhadarab viselője elölről és hátulról is jól látható legyen.
A jól látható ruházat célja, hogy láthatóbbá tegye viselőjét. A személyi védőfelszerelések kategóriájába tartozik, amelyek kivitelét, tulajdonságait, vizsgálati módszereit nemzetközi és nemzeti szabványok szabályozzák. Megfelelőségét hivatalos tanúsítványok igazolják.
Az EN ISO 20471 szabvány szerint a munkaruhákat három osztályba lehet sorolni a jó láthatóságot biztosító anyag nagysága alapján:
| Anyag neve                   | Osztály | Osztály | Osztály |
| Anyag neve                   | 1       | 2       | 3       |
| Háttéranyag                  | ≥0,14   | ≥0,50   | ≥0,80   |
| Fényvisszaverő anyag         | ≥0,10   | ≥0,13   | ≥0,20   |
| Kombinált tulajdonságú anyag | ≥0,20   | –       | –       |

- Az 1. osztályú jó láthatóságú öltözék minden közlekedési úton vagy közelében dolgozó részére, illetve magasabb kategóriájú védőruha kiegészítésére használható.
- A 2. osztályú öltözék minden úton vagy út közelében dolgozó személy részére szolgál, ideértve a gépkocsivezetőket is.
- A 3. osztály a legmagasabb szint. Ide csak akkor sorolható egy munkaruha, ha fedi a törzset és fényvisszaverő csíkok vannak az ujjakon vagy a hosszú nadrágszárakon is. Minden autópályán, repülőtéren, vagy azok közelében dolgozó részére adandó.

Ezeken kívül a szabvány még számos további előírást tartalmaz a ruha kivitelére, a háttéranyag és a fényvisszaverő csíkok elhelyezésére stb.

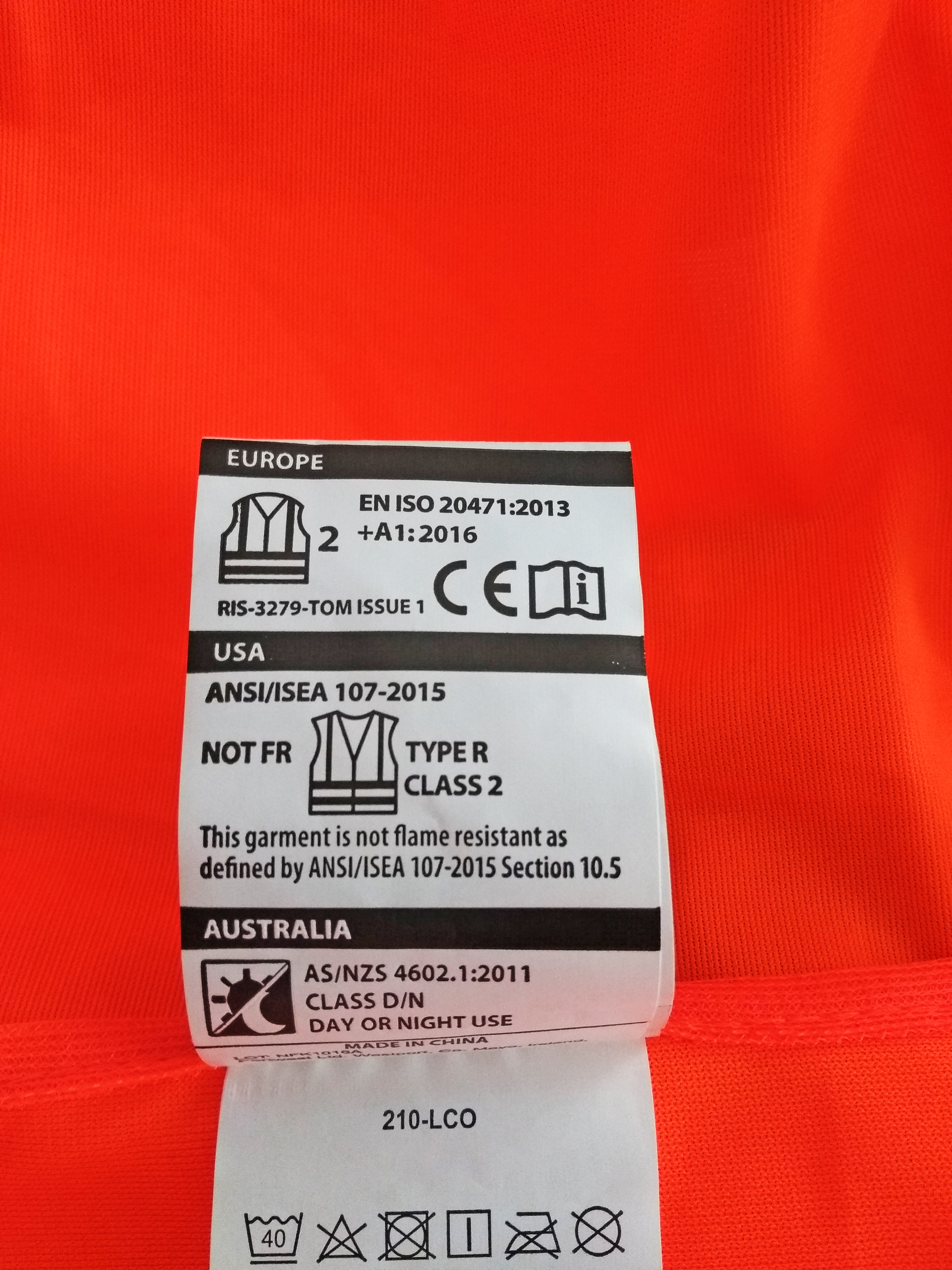
Jó láthatóságú ruházat szabványos címkéje

A jól látható ruházatot a védőruházatokkal szemben támasztott általános követelményeket meghatározó EN ISO 13688 szabvány szerint kell jelöléssel ellátni. Az erre szolgáló bevarrt címkén 
- meg kell adni a jelképet,
- az osztályba sorolást a jó láthatóságot biztosító anyagok területe alapján,
- ha a tájékoztató tartalmazza a tisztítások megengedett számát és módját±, azt a megjelölésen is fel kell tüntetni, a jelkép közelében.

## A jó láthatóságú öltözékek karbantartása
Ahhoz, hogy a jó láthatóságú ruházat valóban jól látható legyen és ilyen is maradjon, rendszeresen mosni kell, hogy a fluoreszkáló és a fényvisszaverő felületek mindig tiszták legyenek. E termékek általában könnyen mosható, gyorsan száradó anyagokból készülnek (többnyire poliészterből, vagy pamut-poliészter keverékekből). Használat után rendesen felakasztva, gyűrődésmentesen összehajtva kell azokat tárolni.